# عبدالکریم لاهیجی
عبدالکریم لاهیجی (متولد: ۱۳۱۹ خورشیدی در تهران) حقوق‌دان، از مؤسسان جمعیت ایرانی دفاع از آزادی و حقوق بشر، رئیس دائمی و افتخاری فدراسیون جهانی جامعه‌های حقوق بشر و نایب‌رئیس پیشین آن، مدیر اتحادیه حقوق بشر در ایران و فعال حقوق بشر مقیم پاریس از با سابقه‌ترین فعالان حقوق بشر در ایران است. وی فارغ‌التحصیل دبیرستان دارالفنون است و در سال ۱۹۶۵ مدرک دکترای حقوق خصوصی را از دانشگاه تهران دریافت کرده.او جزو نویسندگان قانون اساسی جمهوری اسلامی ایران  است.
لاهیجی در دوران سلطنت پهلوی وکالت بسیاری از زندانیان سیاسی از جمله سید محمود طالقانی، شاپور بختیار، داریوش فروهر، م.ا. به‌آذین و … را بر عهده داشت.
لاهیجی در دولت بازرگان پیشنهاد پست‌های وزارت دادگستری و وزارت آموزش پرورش را نپذیرفت و به فعالیت‌های حقوق بشری در ایران پرداخت. وی همچنین از مخالفان سرسخت اعدام در طول دوره فعالیتش بوده است.

## زندگی‌نامه

لاهیجی در فیلم قضیه شکل اول، شکل دوم کیارستمی، ۱۳۵۸

عبدالکریم لاهیجی در ۱۳۱۹ خورشیدی در تهران به دنیا آمد. او مدرک دکترای خود را از دانشگاه تهران در سال ۱۹۶۵ اخذ نمود. بنابر گفتهٔ خودش علاقه او به دفاع از حقوق بشر در دبیرستان شروع شد و در دانشکده حقوق شدت گرفت. او در سال ۱۹۷۷ انجمن حقوقدانان ایرانی و انجمن ایرانی برای آزادی و حقوق بشر را با هدف ارتقای اعلامیهٔ جهانی حقوق بشر تأسیس نمود و پس از انقلاب او از اولین افرادی بود که اعدام‌ها و دیگر اشکال نقض حقوق بشر در حکومت جدید را محکوم نمود. وی در اسفند ماه ۱۳۶۰ پس از حدود یک سال زندگی مخفیانه در ایران مجبور به ترک کشور به ترکیه و از آنجا به فرانسه شد، از زمان مهاجرتش به فرانسه در سال ۱۹۸۲، لاهیجی کانون دفاع از حقوق بشر در ایران را به منظور افشای کارنامه حقوق بشری جمهوری اسلامی تأسیس نمود. در سال ۱۹۸۴ کانون دفاع از حقوق بشر به فدراسیون بین‌المللی نهادهای حقوق بشر (که مقر آن در اروپا است) پیوست. لاهیجی برای چهار دوره به عنوان نایب رئیس در فدراسیون انتخاب گردید و پس از آن در سال ۲۰۱۳ به ریاست این سازمان انتخاب شد. در راستای فعالیت‌های حقوق بشری، لاهیجی در ده‌ها دانشگاه و جوامع مدنی در اروپا و آمریکای شمالی سخنرانی کرده، سه کتاب و بیشتر از صد مقاله در مطبوعات و سایت‌های خارج از کشور نوشته است. در سال ۱۹۹۰، عبدالکریم لاهیجی جایزه دیده بان حقوق بشر را برای تلاش‌هایش در انعکاس حقوق بشر در سرتاسر دنیا، دریافت نمود.